# Гудейл, Анна
Анна Гудейл (англ. Anna Goodale; род. 18 марта 1983, Камден, Мэн) — американская гребчиха, выступавшая за сборную США по академической гребле в период 2005—2010 годов. Чемпионка летних Олимпийских игр в Пекине, четырёхкратная чемпионка мира, победительница многих регат национального и международного значения.

## Биография
Анна Гудейл родилась 18 марта 1983 года в городе Кэмден, штат Мэн. Приходится дальней родственницей известному американскому бизнесмену и политику Полу Мортону.
Заниматься академической греблей начала в 2001 году, проходила подготовку в Гребном тренировочном центре Соединённых Штатов в Принстоне.
Дебютировала на международной арене в сезоне 2005 года, когда вошла в основной состав американской национальной сборной и побывала на чемпионате мира в Гифу, где заняла четвёртое место в распашных рулевых восьмёрках.
В 2006 году в восьмёрках стала серебряной призёркой на этапе Кубка мира в Люцерне и одержала победу на мировом первенстве в Итоне.
В 2007 году в восьмёрках была лучшей на этапе Кубка мира в Люцерне и на чемпионате мира в Мюнхене.
Благодаря череде удачных выступлений удостоилась права защищать честь страны на летних Олимпийских играх 2008 года в Пекине. Вместе с командой, куда также вошли гребчихи Элеанор Логан, Эрин Кафаро, Линдсей Шуп, Анна Камминс, Сьюзан Франсия, Кэролайн Линд, Кэрин Дэвис и рулевая Мэри Уиппл, одержала победу в восьмёрках, превзойдя шедшие рядом лодки из Нидерландов и Румынии почти на две секунды — тем самым завоевала золотую олимпийскую медаль.
После пекинской Олимпиады Гудейл ещё в течение некоторого времени оставалась в составе гребной команды США и продолжала принимать участие в крупнейших международных регатах. Так, в 2009 году на чемпионате мира в Познани она добавила в послужной список ещё одну золотую медаль в восьмёрках, став таким образом трёхкратной чемпионкой мира по академической гребле, кроме того, в той же дисциплине выиграла серебряную медаль на этапе Кубка мира в Люцерне.
В 2010 году в восьмёрках победила на мировом первенстве в Карапиро, став таким образом четырёхкратной чемпионкой мира по академической гребле.
Объявила о завершении спортивной карьеры в июне 2011 года. Впоследствии работала тренером в гребной команде Университета штата Огайо.